# Cèrcol

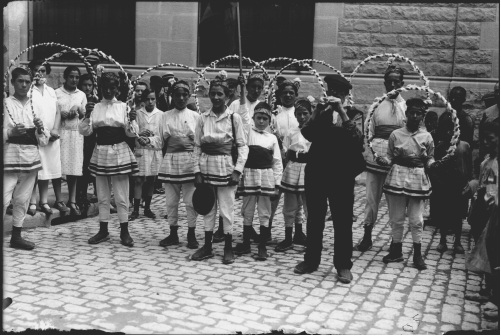
Ball de Cercolets d'Igualada vers el 1925

El cèrcol és un instrument idiòfon, com la pandereta, però sense pell i amb més sonalles, que van fixades a l'interior del cèrcol per un cordill en forma de creu.
Està desproveït de caixa de ressonància, és poc sonor i es toca de diverses maneres: es pot colpejar el cèrcol amb la mà i aleshores les sonalles entrexoquen, cosa que produeix el so, o pot agitar-se l'instrument sense colpejar-lo contra la cama o el braç.
És un instrument que permet acompanyar les danses: els mateixos ballarins el fan sonar al ritme de les passes, per això apareix també en els balls populars d'una gran quantitat de països de l'Europa mediterrània. A Catalunya, es fa servir en les colles de caramelles, que surten a fer les cantades pel carrer i no necessiten instruments gaire complicats.
Per Nadal i Carnestoltes es fa servir també el cèrcol com un acompanyant rítmic de les cantades i ballades populars.